# Martons Both
Martons Both est une paroisse civile du Yorkshire du Nord, en Angleterre.